# Pfarrhaus (Sindelsdorf)

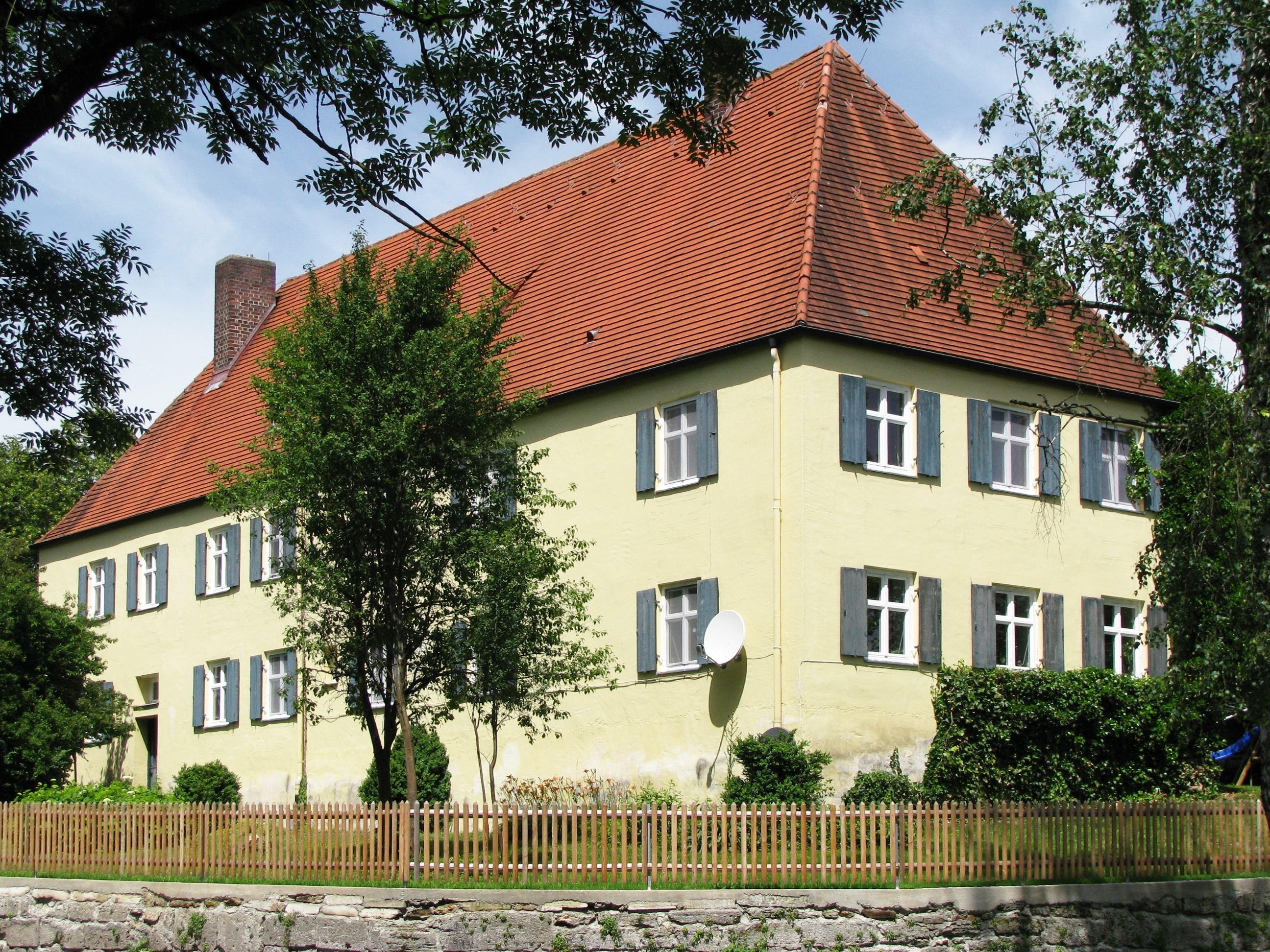
Pfarrhaus in Sindelsdorf

Das katholische Pfarrhaus in Sindelsdorf, einer Gemeinde im oberbayerischen Landkreis Weilheim-Schongau, wurde 1807/08 errichtet. Das Pfarrhaus an der Kirchsteinstraße 1 ist ein geschütztes Baudenkmal.
Der breitgelagerte zweigeschossige Putzbau mit steilem Walmdach wurde auf den Grundmauern der ehemaligen Kirche St. Maria errichtet, die 1805 im Zuge der Säkularisation ihren Status als Pfarrkirche verlor: Die „untere“ Sindelsdorfer Pfarrei St. Maria wurde aufgelöst und der „oberen“ Pfarrei St. Georg einverleibt, die die Marienkirche zum heutigen Gebäude umbauen ließ. Das heute als Wohnhaus genutzte Gebäude besitzt drei zu fünf Fensterachsen.
Teile der ehemaligen Friedhofsmauer aus Tuffsteinquadern aus dem 17./18. Jahrhundert frieden das Grundstück ein.